# Swing, la vida d'un secret
Swing, la vida d'un secret és una pel·lícula espanyola de comèdia dramàtica de 2020 escrita i dirigida per Miguel Ángel Font Bisier. És protagonitzada per Jaime Pujol, Paula Braguinsky, Cristina Perales, Guille Zavala i Jorge Motos. Representa el debut de Miguel Ángel Font com a director d'un llargmetratge. Produïda per Digital Cine Media i When Lights Are Low, està gravada en valencià. Es va rodar el novembre de 2019 durant quinze dies.

## Sinopsi
La Judith decideix anar amb el seu xicot a un club d'intercanvi de parelles, cosa que provoca una sèrie d'esdeveniments que posaran al descobert els secrets més profunds de la seva família.

## Repartiment
- Jaime Pujol (Víctor)
- Paula Braguinsky (Judith)
- Cristina Perales (Ana)
- Guille Zavala (Raul)
- Jorge Motos (Daniel)
- Pablo Vidal (Jordi)
- Paco Luna (David)
- Miquel Mateu (Juan)
- Rocío Gama (María)
- Patty Bonet (Chica)
- Emmanuele Barbieux (Niña Judith)